# Jonathan Floyd
Jonathan Floyd (* 2001) ist ein norwegischer Sänger, Songwriter und Musikproduzent. Er ist vor allem in den Genres Pop und R&B tätig.

## Leben
Jonathan Floyd stammt aus Oslo. In seiner Jugend lebte er eine Zeit lang mit seinem Vater in einer Zimmermannswerkstatt in Fornebu. In der Werkstatt befand sich ein Musikstudio, in dem er begann, eigene Musik zu schreiben. Ab 2019 veröffentlichte er erste Lieder. Im November 2020 veröffentlichte er gemeinsam mit Arif die Single Heartbreaker. Beim Musikpreis P3 Gull konnte er im Jahr 2021 in der Newcomer-Kategorie gewinnen. Im selben Jahr war er unter anderem beim Festival by:Larm aufgetreten. Mit Heartbreaker gab Jonathan Floyd im April 2022 seine Debüt-EP heraus.

## Stil
Jonathan Floyd ist vor allem im Pop- und R&B-Genre unterwegs. Sein Musikstil wurde mehrfach mit dem des kanadischen Sänger The Weeknd verglichen. Vergleiche wurden des Weiteren auch zum norwegischen R&B-Sänger Stig Brenner gezogen.

## Auszeichnungen
- 2021: P3 Gull, Newcomer des Jahres

## Diskografie

### EPs
- 2022: Heartbreaker

### Singles
- 2019: Ække meg
- 2019: I morgen er det glemt
- 2020: Ser meg
- 2020: Fly
- 2020: Heartbreaker (mit Arif)
- 2022: Danser likevel
- 2023: Chick fra LA
- 2023: Intensjoner
- 2024: Pillow (mit Isah)
- 2024: Deep Deep Down (mit Englando)
- 2024: Når jeg faller ned (mit Coucheron und Iben Marie)